# (2406) Orelskaya
(2406) Orelskaya es un asteroide perteneciente al cinturón de asteroides, descubierto el 20 de agosto de 1966 por el equipo del Observatorio Astrofísico de Crimea desde el Observatorio Astrofísico de Crimea (República de Crimea).

## Designación y nombre
Designado provisionalmente como 1966 QG. Fue nombrado Orelskaya en homenaje a “Varvara Ivanovna Orelskaja” componente del equipo del observatorio.